# 黒田将矢
黒田 将矢（くろだ まさや、2004年1月24日 - ）は、青森県むつ市出身のプロ野球選手（投手）。右投右打。埼玉西武ライオンズ所属。

## 経歴

### プロ入り前
むつ市立大平小学校4年時に大平マリナーズで野球を始め、むつ市立大平中学校では軟式野球部に所属。
八戸工業大学第一高等学校では2年秋からエースとなり、秋の青森県大会は八戸西に敗れ県8強。3年春の県大会は準優勝を果たした。夏の県大会は準決勝で青森山田に敗れ県4強。甲子園出場経験は無し。
2021年10月11日に行われた2021年度ドラフト会議で埼玉西武ライオンズから5位指名を受けた。11月6日、契約金2500万円、年俸650万円で入団に合意した（金額は推定）。背番号は57。

### 西武時代
2022年は、イースタン・リーグの東北楽天ゴールデンイーグルス戦（カーミニーク）で初登板を迎える。一軍登板は無く、イースタン・リーグでは10試合に登板し、1勝3敗で防御率は8.20だった。
2023年、7月にはフレッシュオールスターの出場が決まっていたが、右浅指屈筋腱肉離れのために出場を辞退した。オフの契約更改では現状維持の推定年俸650万円で契約を更改。
2024年は二軍戦で8試合の登板で0勝2敗、防御率3.94にとどまった。オフに20万円減の推定年俸630万円で契約を更改した。その後、11月23日から12月15日にかけて台湾で開催された2024アジアウインターベースボールリーグに山田陽翔、村田怜音、モンテルと共に派遣された。

## 選手としての特徴・人物
身長188cmでストレートの最速は158km/h。変化球はスライダー、カーブ、フォークを投じる。
岡島秀樹のようなノールック投法を採用している。
同期入団の羽田慎之介、菅井信也とともに「高卒トリオ」と呼ばれている。

## 詳細情報

### 記録
初記録
- 初登板︰2025年3月30日、対 北海道日本ハムファイターズ3回戦（ベルーナドーム）、8回表に4番手で救援登板・完了 1回1失点[16]
- 初奪三振︰同上、8回表に 野村佑希から空振り三振[16]

### 背番号
- 57（2022年[6] - ）